# Amtsbezirk Sommerstedt
Der Amtsbezirk Sommerstedt war ein Amtsbezirk im Kreis Hadersleben in der Provinz Schleswig-Holstein.
Der Amtsbezirk wurde 1889 gebildet und umfasste den Forstgutsbezirk Hadersleben II und die folgenden Gemeinden: 
1. Kastwraa
2. Leerdt
3. Oerstedt
4. Oxenwatt
5. Refsoe
6. Sommerstedt

1920 wurde der Amtsbezirk aufgelöst und die Gemeinden aufgrund der Volksabstimmung in Schleswig an Dänemark abgetreten.